# Pseudocydonia
Pseudocydonia é um género botânico pertencente à família Rosaceae.